# Cecilia Bartoli
Cecilia Bartoli (født 4. juni 1966 i Rom) er en italiensk solist og operasanger.

## Historie
Cecilia Bartoli indledte sin karriere i slutningen af 1980'erne med at synge Gioacchino Rossinis store mezzoroller som Rosina og Askepot. I løbet af 1990'erne udvidede hun sit repertoire med Wolfgang Amadeus Mozartroller som Susanna, Fiordiligi og Despina. Hun har siden udviklet en koloraturteknik, som regnes blandt de fineste, selv om den til at begynde med blev kritiseret for at være for luftig. Flere års selvstudier og eksperimenter har ført til en lang række pladeindspilninger og koncertturneer med sjældent eller aldrig fremført operamusik af Antonio Vivaldi, Christoph Willibald Gluck og Antonio Salieri. Hendes toptrimmede stemme spænder over et register på næsten tre oktaver. Det betyder, at hun kan veksle mellem høje og lave partier uden at miste klang og kraft i stemmen.
Hun er medbidragsyder til, at musik skrevet for 18. århundredes store kastratsangere igen er blevet en succes. Hun er en eftertragtet sanger over hele verden og var med til Mozarts 250-års fødselsdagskoncert i Salzburg med Wiener Philharmonikerne 27. januar 2006.

## I Danmark
I 2010 modtog hun Léonie Sonnings Musikpris.
Cecilia Bartolis cd Mission blev i uge 39 af 2012 valgt som det første "ugens 'Radio Klassisk' album", da Radio Klassisk introducerede en cd, der blev udloddet i en fortsat ugekonkurrence.
Hendes seneste cd fra 2014 med russisk musik blev foretrukket på P2.